# Beriev A-50
Beriev A-50 (tiếng Nga: Шмель}} (Shmel, "ong nghệ") (tên hiệu NATO: Mainstay) là một chiếc máy bay cảnh báo sớm trên không (AEW) Nga dựa trên chiếc máy bay vận tải Ilyushin Il-76. Được phát triển để thay thế chiếc Tu-126 Moss (một biến thể của máy bay ném bom Tu-95), chiếc Mainstay cất cánh lần đầu năm 1980. Nó bước vào phục vụ năm 1984, với khoảng 40 chiếc được chế tạo cho tới năm 1992.
Phi đội gồm 15 người thu thập dữ liệu từ radar giám sát Liana lớn với ăng ten trên thân có đường kính 29 ft 9 in (9.00 m).
A-50 có thể kiểm soát tới 10 máy bay chiến đấu. A-50 có thể bay 4 giờ với tầm hoạt động 1.000 km từ cân cứ với trọng lượng cất cánh tối đa 190 tấn. Chiếc máy bay trên lý thuyết có thể được tái nạp nhiên liệu từ máy bay Il-78, dù những cuộc thử nghiệm đầu tiên cho thấy việc tiếp dầu trên không hầu như không thể diễn ra bởi ăng ten trên thân sẽ gặp phải nhiễu loạn không khí từ chiếc máy bay tiếp dầu, gây ra tình trạng lắc.

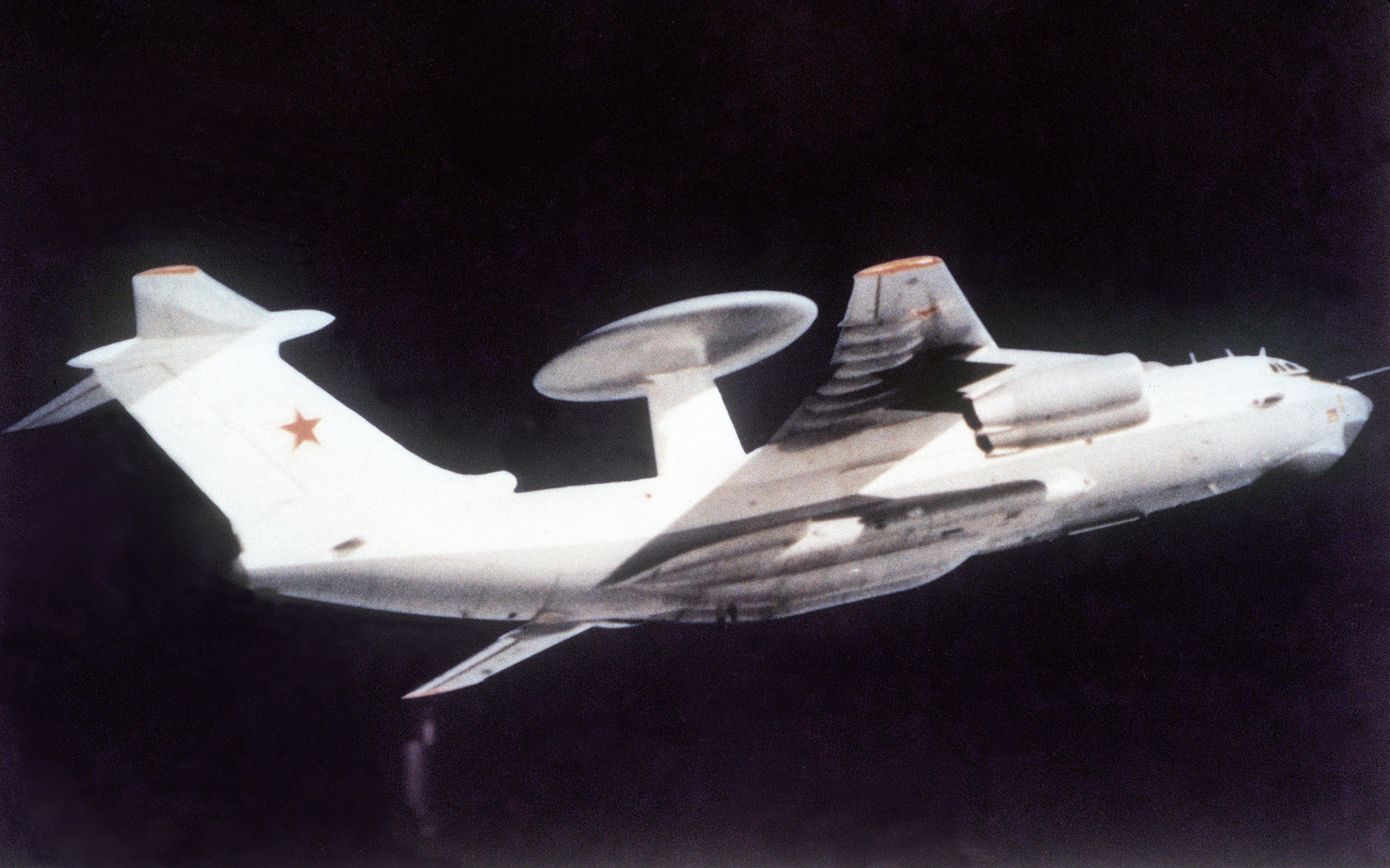
Beriev A-50 Mainstay

Radar "Vega-M" được thiết kế bởi MNIIP, Moscow, do NPO Vega-M chế tạo. "Vega-M" có khả năng truy dõi tới 50 mục tiêu đồng thời trong khoảng cách230 km. Những mục tiêu lớn có thể bị truy dõi trong phạm vi 400 km.
Hệ thống điện tử của OKB thuộc Beriev.
A-50 nhìn rất giống chiếc máy bay SKIP (buồng lái trước không có kính). 
- Radar thám trắc tầm xa cho không quân và các mục tiêu trên không ở độ cao nhỏ nhất;
- Kết nối với Hệ thống Kiểm soát Tự động;
- Hướng dẫn mục tiêu cho các máy bay thuộc Không quân, Phòng không và Hải quân;
- Tiếp dầu trên không;
- Vân vân;

## Biến thể nội địa
- A-50U - biến thể cải tiến.

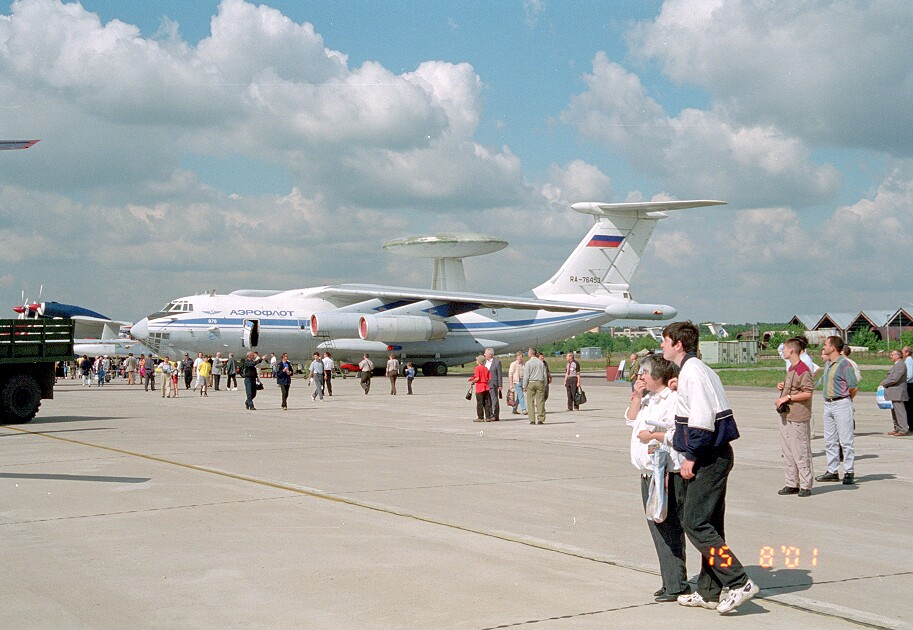
SKIP - một biến thể của Beriev A-50

- SKIP - Airborn Measure and Control Point. Fixed radar cover filled with another equipment. Navigator cockpit preserved.

## A-50I
Đây là phiên bản A-50 cho Trung Quốc. Chiếc A-50 đầu tiên xuất khẩu, và cũng là chiếc A-50 duy nhất được xuất khẩu tới nay (thời điểm năm 2006). Người Trung Quốc đã tự mình chế tạo những chiếc A-50I bằng việc chuyển đổi những chiếc Ilyushin Il-76 vận tải, chúng sử dụng động cơ Soloviev D-30 được trang bị trên phiên bản vận tải.

### Nguyên gốc
Kế hoạch ban đầu là nâng cấp chiếc Ilyushin Il-76 với IAI Phalcon Quét Mạng ăngten Điện tử Chủ động của Công nghiệp Hàng không Israel, đây là một ăngten radar cố định với ba ăngten mạng pha. Radar có thể truy theo 60 mục tiêu đồng thời ở khoảng cách lên tới 370 km với mặt cắt ăngten 3 mét vuông. Tổng cộng 4 chiếc máy bay được lên kế hoạch chế tạo và chiếc thứ nhất, thứ hai sẽ được nâng cấp tại Israel, hai chiếc còn lại tại Trung Quốc. Trung Quốc đã trao cho Israel hai trăm năm mươi triệu dollar ứng trước cho tổng giá trị hợp đồng lên tới ít nhất một tỷ dollar Mỹ. Tuy nhiên, dưới sức ép của Hoa Kỳ, Israel đã hủy bỏ hợp đồng này đầu năm 2000, và phải trả lại khoản tiền, nhưng ta vẫn chưa rõ số tiền phạt mà Israel phải trả cho Trung Quốc là bao nhiêu. Israel đã cung cấp cho Trung Quốc một bộ hệ thống tưới nhỏ giọt sa mạc, và dù cả Trung Quốc và Israel đều bác bỏ quan điểm đây là một phần trong khoản tiền phạt, nói chung các nhà quan sát bên ngoài đều cho là như vậy.

### Tình trạng hiện tại
Dù kế hoạch A-50I cho Trung Quốc đã bị hủy bỏ, những kinh nghiệm có được vẫn rất có giá trị với Israel trong việc tích hợp loại radar của họ vào chiếc Ilyushin Il-76 và Israel tiếp tục việc chuyển đổi Il-76 thành máy bay AWACS cho những khách hàng tiềm năng khác của họ. Sự tham gia của Trung Quốc vào chương trình này cũng mang lại nhiều kinh nghiệm đáng quý cho họ trong việc phát triển KJ-2000, loại máy bay thay thế A-50I của Trung Quốc sau khi chương trình này bị hủy bỏ, với cấu hình radar tương đương.

## Đặc điểm kỹ thuật (A-50)
- phi đội: 7
- sức chở:
- chất tải chính:
- chất tải quy đổi:
- chiều dài chính: 49.59m
- chiều dài quy đổi: 152 ft 8 in
- sải cánh chính: 50.50 m
- sải cánh quy đổi: 165 ft 6 in
- chiều cao chính: 14.80 m
- chiều cao quy đổi: 15 ft 9 in
- diện tích chính: 300 m²
- diện tích quy đổi: 3.228 ft²
- trọng lượng rỗng chính: 75.000 kg
- trọng lượng rỗng quy đổi: 374.000 lb
- trọng lượng chất tải chính:
- trọng lượng chất tải quy đổi:
- chất tải hữu dụng chính:
- chất tải hữu dụng quy đổi:
- trọng lượng cất cánh tối đa chính: 170.000 kg
- trọng lượng cất cánh tối đa quy đổi: 374.000 lb
- động cơ (phản lực): Aviadvigatel PS-90A
- kiểu phản lực: tuốc bin cánh quạt
- số lượng động cơ: 4
- lực đẩy chính: 157 kN
- lực đẩy quy đổi: 35.200 lbf
- công suất chính:
- công suất quy đổi:
- tốc độ tối đa chính: 800 km/h
- tốc độ tối đa quy đổi: 500 mph
- tầm hoạt động chính: 6.400 km
- tầm hoạt động quy đổi: 4.000 miles
- trần bay chính: 12.000 m
- trần bay quy đổi: 39.360 ft
- lực đẩy/trọng lượng:
- trang vị vũ khí:
- hệ thống điện tử:

## Bên sử dụng
- Nga
  - Không quân Nga - 19 chiếc đang hoạt động

## Chủ đề liên quan
Phát triển liên quan:
Ilyushin Il-76
Máy bay tương tự:
E-3 Sentry
Dãy định danh (Beriev):
A-40 -
A-50 -
A-60
Dãy định danh (Ilyushin):
Il-76 -
Il-78 -
Il-80 -
Il-82 -
Il-86 -
Il-87 -
Il-96